# Вернон (селище, Нью-Йорк)
Вернон (англ. Vernon) — селище (англ. village) в США, в окрузі Онейда штату Нью-Йорк. Населення — 1177 осіб (2020).

## Географія
Вернон розташований за координатами 43°4′45″ пн. ш. 75°32′19″ зх. д. / 43.07917° пн. ш. 75.53861° зх. д. (43.079195, -75.538561).  За даними Бюро перепису населення США в 2010 році селище мало площу 2,46 км², з яких 2,45 км² — суходіл та 0,01 км² — водойми.

## Демографія
Згідно з переписом 2010 року, у селищі мешкали 1172 особи в 520 домогосподарствах у складі 291 родини. Густота населення становила 477 осіб/км².  Було 589 помешкань (240/км²).
Расовий склад населення:
| - 96,7 % — білих - 0,9 % — чорних або афроамериканців - 0,6 % — азіатів - 0,3 % — корінних американців |

До двох чи більше рас належало 1,2 %. Частка іспаномовних становила 1,6 % від усіх жителів.
За віковим діапазоном населення розподілялося таким чином: 23,5 % — особи молодші 18 років, 61,4 % — особи у віці 18—64 років, 15,1 % — особи у віці 65 років та старші. Медіана віку мешканця становила 40,3 року. На 100 осіб жіночої статі у селищі припадало 99,7 чоловіків;  на 100 жінок у віці від 18 років та старших — 96,3 чоловіків також старших 18 років.
Середній дохід на одне домашнє господарство  становив 58 398 доларів США (медіана — 55 952), а середній дохід на одну сім'ю — 69 493 долари (медіана — 62 458). Медіана доходів становила 47 279 доларів для чоловіків та 38 516 доларів для жінок. За межею бідності перебувало 11,4 % осіб, у тому числі 12,8 % дітей у віці до 18 років та 8,5 % осіб у віці 65 років та старших.
Цивільне працевлаштоване населення становило 668 осіб. Основні галузі зайнятості: освіта, охорона здоров'я та соціальна допомога — 29,3 %, виробництво — 11,5 %, роздрібна торгівля — 9,9 %, інформація — 9,9 %.